# Ui Miyazaki
Ui Miyazaki (宮崎 羽衣, Miyazaki Ui) née le 23 août à Tōkyō est une seiyū (doubleuse japonaise).

## Prestations notables
- Aurica Nestmile dans Ar Tonelico
- Aisia dans D.C.S.S. ~Da Capo Second Season~
- Kirino Konosaka dans Gift ~eternal rainbow~
- Na-na dans Himesama Goyōjin
- Suzaku dans Izumo: Takeki Tsurugi no Senki
- Kazusa dans Kamichama Karin
- Emi Kojima dans Magical Kanan
- Elis Shihō dans Night Wizard The ANIMATION
- Aka Ribbon dans Ray
- Remon Natsume dans Strawberry Panic!
- Iroha Miyamoto dans Sumomomo Momomo